# Hjälp Gud! vad för jämmerlig ting
Hjälp Gud! vad för jämmerlig ting är en gammal psalm i åtta verser vars ursprung är den tyska psalmen Hilff GOTT wie geht es immer zu av Andreas Knophius. Han hade hämtat inspiration till texten i Psaltaren 3. . Vem som översatte texten till svenska är okänt.
Den svenska texten inleds 1695 med orden:
Hielp Gudh hwad för en jämmerlig ting
Man af all folck må höra
Enligt 1697 års koralbok används samma melodi till psalmen O HErre hwad en mächtig hoop (nr 24).

## Publicerad som
- 1695 års psalmbok som nr 23 under rubriken "Konung Davids Psalmer". Finns på Wikisource.

## Fotnoter
1. ↑  Högmarck, Lars Psalmopoeographia, Stockholm, 1736.